# Лившиц, Бенедикт Константинович
Бенеди́кт Константи́нович Ли́вшиц (первоначально Бенедикт На́хманович, в быту Нау́мович; 25 декабря 1886 [6 января 1887], Одесса — 21 сентября 1938, Ленинград) — русский поэт, переводчик и исследователь футуризма. Расстрелян в 1938 году. Посмертно реабилитирован в 1957 году.

## Биография и творчество
Родился 25 декабря 1886 года (6 января 1887 года по новому стилю) в Одессе, в семье негоцианта, купца второй гильдии Нахмана Моисеевича Лившица и Теофилии Бенционовны (Бенедиктовны) Лившиц (в девичестве Козинской, 1857—1942). Отец, сын киевского купца первой гильдии, был занят в маслобойном и молочном деле (контора располагалась в доме Бродского на Московской улице), владел кирпичным заводом на Жеваховой горе, держал бакалею и колониальную торговлю в доме Диалегмено на углу Елисаветинской и Торговой улиц.
Окончил с золотой медалью Ришельевскую гимназию (1905). В автобиографии он написал:

Уже с первого класса, то есть за два года до начала изучения греческого языка, нам в так называемые «свободные» уроки преподаватель латыни последовательно излагал содержание обеих гомеровых поэм. За восемь лет моего пребывания в гимназии я довольно хорошо уживался со всем этим миром богов и героев, хотя, возможно, он представлялся мне в несколько ином ракурсе, чем древнему эллину: какой-то огромной, залитой солнцем зелёной равниной, на которой, словно муравьи, копошатся тысячи жизнерадостных и драчливых существ. Овидиевы «Метаморфозы» мне были ближе книги Бытия: если не в них, то благодаря им, я впервые постиг трепет, овладевающий каждым, кто проникает в область довременного и запредельного. Виргилий, напротив, казался мне сухим и бледным, особенно по сравнению с Гомером. Горация я любовно переводил размером подлинника ещё на школьной скамье, но несравненное совершенство его формы научился ценить лишь позднее.
— Лившиц Б. К. Полутораглазый стрелец. Стихотворения. Переводы. Воспоминания. — Л.: «Советский писатель», 1989
Затем учился на юридическом факультете в Императорском Новороссийском (1905—1906) и с января 1907 года Киевском Св. Владимира университетах. 17 ноября 1907 года был исключён из университета из-за участия в студенческой сходке, с января по август 1908 года жил в Житомире, затем восстановился в университете, который окончил в 1912 году с дипломом 1-й степени и поступил вольноопределяющимся на военную службу. С 1 октября 1912 по 1 октября 1913 года проходил службу в 88-м пехотном Петровском полку в селе Медведь Новгородской губернии.
После службы вернулся в Киев. Стихи начал писать в 1905 году, но дебютировал в печати в «Антологии русской поэзии» в 1909 году. В том же году участвовал в журнале Н. С. Гумилёва «Остров», в 1910 году три его стихотворения были напечатаны в петербургском журнале «Аполлон», в 1911 году в Киеве вышел первый сборник поэта «Флейта Марсия» (уничтожен цензурой, получил положительную оценку В. Брюсова и Н. Гумилёва).
Зимой 1911 года Лившиц через художницу Александру Экстер познакомился с братьями Владимиром, Давидом и Николаем Бурлюками, вместе с которыми организовал творческую группу «Гилея» (позднее — кружок кубофутуристов, к которому примыкали В. Хлебников, А. Кручёных, В. Маяковский). Печатался в сборниках «Садок Судей», «Пощёчина общественному вкусу», «Дохлая луна», «Рыкающий Парнас» и др. Собственное творчество Лившица, однако, далеко от стиля Хлебникова или Кручёных — это предельно насыщенные метафорикой стихотворения изысканной формы, имитирующие стиль Малларме; в текстах 1913—1916 годов важную роль играет образ Петербурга (цикл «Болотная медуза», где в сложном историософском контексте представлены различные архитектурные и природные памятники города на Неве). По оценке К. И. Чуковского, Лившиц — «эстет и тайный парнасец», «напрасно насилующий себя» сотрудничеством с футуристами; неоднократно творчество Лившица разбирал М. Л. Гаспаров. По воспоминаниям Ахматовой, «поэт Бенедикт Лифшиц жалуется на то, что он, Блок, одним своим существованием мешает ему писать стихи».
До начала войны с Германией Бенедикт Лившиц, наряду с другими футуристами, был ярким завсегдатаем петербургского артистического кабаре «Бродячая собака». Однако тон в этом заведении всё же задавали не футуристы, а акмеисты и их друзья. В этом артистическом подвале они жили «для себя» и «для публики», исполняя роль богемы имперской столицы. Съезжались обыкновенно после полуночи, а расходились — только под утро. Спустя два десятка лет Бенедикт Лившиц в своих воспоминаниях оставил описания завсегдатаев «Бродячей собаки»: 

Затянутая в чёрный шёлк, с крупным овалом камеи у пояса, вплывала Ахматова, задерживаясь у входа, чтобы по настоянию кидавшегося ей навстречу Пронина вписать в «свиную» книгу свои последние стихи, по которым простодушные «фармацевты» строили догадки, щекотавшие их любопытство.
В длинном сюртуке и чёрном регате, не оставлявший без внимания ни одной красивой женщины, отступал, пятясь между столиков, Гумилёв, не то соблюдая таким образом придворный этикет, не то опасаясь «кинжального взора в спину».
По словам самого Бенедикта Лившица, «…первое же дыхание войны сдуло румяна со щёк завсегдатаев „Бродячей собаки“».
29 апреля (12 мая) 1914 года принял православие в церкви иконы Божьей Матери «Всех скорбящих Радость», в честь крёстного отца, профессора К. И. Арабажина (двоюродного брата Андрея Белого и родственника своей невесты Веры), взял отчество Константинович (по рождению — Нахманович), вернулся в Киев. Летом 1914 года был мобилизован в действующую армию,

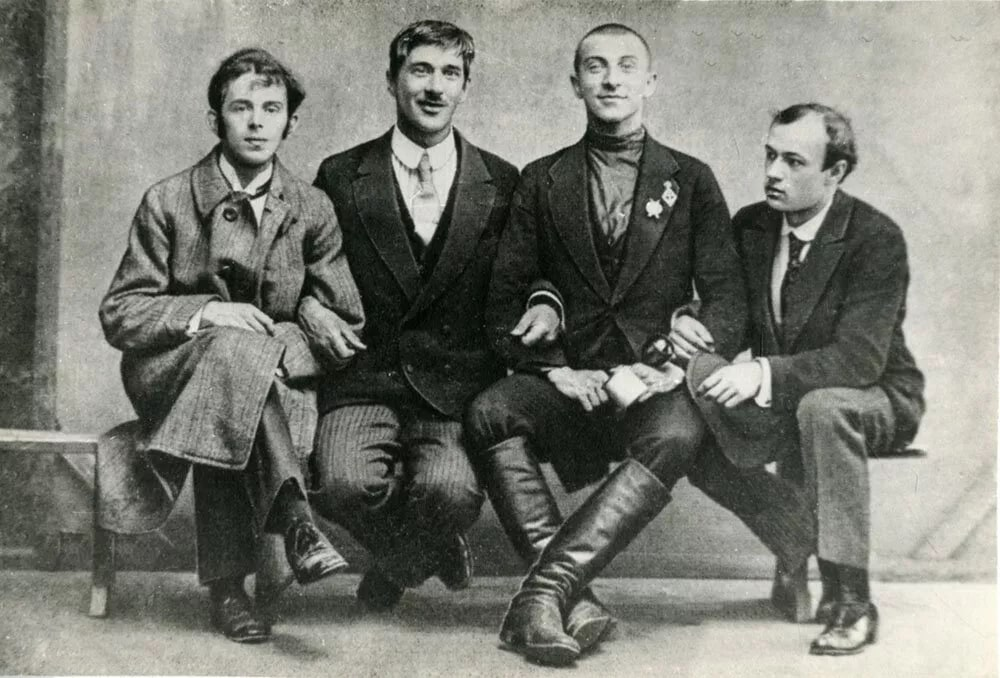
Слева направо: Осип Мандельштам, Корней Чуковский, Бенедикт Лившиц и Юрий Анненков, проводы на фронт. Случайная фотография Карла Буллы. 1914 год

Лившиц запечатлён вместе с Юрием Анненковым, Осипом Мандельштамом и Корнеем Чуковским на фотографии первых дней Первой мировой войны, подаренной впоследствии Анненкову Анной Ахматовой. По воспоминаниям Анненкова и Чуковского, снимок был сделан в фотоателье Карла Буллы на Невском проспекте.

«В один из этих дней, зная, что по Невскому проспекту будут идти мобилизованные, Корней Чуковский и я решили пойти на эту главную улицу. Там же, совершенно случайно, встретился и присоединился к нам Осип Мандельштам… Когда стали проходить мобилизованные, ещё не в военной форме, с тюками на плечах, то вдруг из их рядов вышел, тоже с тюком, и подбежал к нам поэт Бенедикт Лившиц. Мы принялись обнимать его, жать ему руки, когда к нам подошёл незнакомый фотограф и попросил разрешения снять нас. Мы взяли друг друга под руки и так были сфотографированы…»
«Помню, мы втроём, художник Анненков, поэт Мандельштам и я, шли по петербургской улице в августе 1914 г. — и вдруг встретили нашего общего друга, поэта Бен. Лившица, который отправлялся (кажется, добровольцем) на фронт. С бритой головой, в казённых сапогах он — обычно щеголеватый — был неузнаваем. За голенищем сапога была у него деревянная ложка, в руке — глиняная солдатская кружка. Мандельштам предложил пойти в ближайшее фотоателье и сняться (в честь уходящего на фронт Б. Л.)».
Воевал в составе 146-го пехотного Царицынского полка, 25 августа того же года в одном из боёв во время наступления на Вислу под деревней Ходель Люблинской губернии был ранен, контужен и потерял слух на одно ухо. Награждён Георгиевским крестом 4-й степени за храбрость. Демобилизован по ранению.
В 1915 году женился на поэтессе, актрисе Вере Александровне Арнгольд (в девичестве Жукова, по сцене Вера Вертер, 1881—1963), двоюродной сестре Андрея Белого. В 1916 году родился сын Александр.
В 1921 году женился на Екатерине Константиновне Скачковой-Гуриновской, балерине, ученице Брониславы Нижинской; после окончания балетной карьеры работала до конца жизни как переводчица с французского. В 1915—1922 годах жил в Киеве, затем переселился в Петроград. Работал заведующим канцелярией на Демиевском снарядном заводе, с октября 1917 года член ликвидации наркомпрода УССР, начальник рабоче-крестьянской инспекции Киевского губисполкома, затем — переводчик и редактор «Всемирной литературы»; служил также в губвоенпродснабе, выступал с декламациями детских стихов на утренниках.
Опубликовал сборники стихотворений «Волчье солнце» (Херсон, 1914), «Из топи блат» (Киев, 1922), «Патмос» (М., 1926), «Кротонский полдень» (М., 1928). После 1928 года стихов практически не публиковал, хотя работал над книгой «Картвельские оды».
Ещё с дореволюционного времени Бенедикт Лившиц много занимался художественным переводом, став одним из лучших (по мнению, например, Вяч. Вс. Иванова) русских интерпретаторов французского символизма (Лафорг, Корбьер, Роллина и особенно Артюр Рембо). Известность ему принёс сборник переводов из французской поэзии «От романтиков до сюрреалистов» (1934), его переводы неоднократно переиздавались после посмертной реабилитации. В 1933 году опубликовал книгу воспоминаний «Полутораглазый стрелец», посвященную футуристическому движению 1910-х годов

## Расстрел
25 октября 1937 года арестован в рамках «ленинградского писательского дела» по статьям 58-8 и 58-11 («участие в антисоветской право-троцкистской террористической и диверсионно-вредительской организации»). 20 сентября 1938 года приговорён к расстрелу. 21 сентября 1938 года расстрелян в здании тюрьмы на Нижегородской улице, 39 в Ленинграде вместе с писателями и поэтами Юрием Юркуном, С. М. Дагаевым, Валентином Стеничем и В. А. Зоргенфреем. После исполнения приговора родственникам обвиняемых было объявлено об их высылке на «десять лет заключения в дальних лагерях без права переписки».
24 октября 1957 года Бенедикт Лившиц был реабилитирован. 25 декабря 2016 года в Петербурге на фасаде дома 19 по Баскову переулку был установлен мемориальный знак «Последний адрес» Бенедикта Константиновича Лившица.

## Семья
- Братья — Иосиф (Осип) Наумович Лившиц (1888—?), врач (жил в Проскурове); Моисей Наумович Лившиц (1889—1973), экономист, краевед (жил в Киеве); Александр Нахманович Лившиц (1890—?)[18]. Двоюродный брат (сын Рейзи Дукельской, сестры матери Лившица)[19] — Бенедикт Шмулевич Дукельский-Диклер (9 мая 1886 — после 1940)[20], поэт, автор поэтических сборников «Appassionato» (Петербург, 1922) и «Сонеты» (Париж, 1926).
- Первая жена (1915—1921) — Вера Александровна Арнгольд (урождённая Жукова, по сцене Вертер; 1881—1963), актриса, двоюродная сестра Андрея Белого.
  - Сын — Александр Лившиц (1916 — 4 октября 1927), умер от скарлатины.
- Вторая жена (с 14 июля 1921 года) — Екатерина Константиновна Лившиц (урождённая Скачкова-Гуриновская; 25 сентября 1902 — 2 декабря 1987), родилась в поместье Завалье, принадлежавшем родителям её матери, уроженцам Тульчина. Отец — Константин Яковлевич Скачков (1870, Петербург — 2 апреля 1942, Ленинград, похоронен на Волковом кладбище), банковский служащий, и мать Леонилла Павловна Скачкова (? — 1939, Ленинград) жили в Киеве. В 1919—1920 годах Екатерина училась в балетной школе Брониславы Нижинской. В 1922 году вышла замуж за Лившица, семья жила в Петрограде, в 1925—1927 годах — в Царском Селе. В 1939—1940 годах жила гражданским браком с В. Н. Петровым. Екатерина Константиновна была арестована 31 декабря 1940 года, 18 апреля 1941 года приговорена Военным трибуналом ЛВО по ст. ст. 17-58-8, 58-10, ч. 1 УК РСФСР к 7 годам ИТЛ и 2 годам поражения в правах. Позднее, 19 мая 1941 года, приговор заменён лишением свободы сроком на 5 лет. Отбывала срок в Сосьве, в лаготделении Севураллага. 31 декабря 1945 года закончился срок заключения; до 23 июля 1946 года работала в Сосьве техником-конструктором по вольному найму, после чего переехала в Осташков. С осени 1946 года жила в Рыбинске, где работала внештатным руководителем кружков самодеятельности в ремесленном училище № 12: танцевального коллектива, драматического коллектива и рукодельного кружка. В 1947 году переехала в Лугу, работала разрисовщицей в артели «Красный трикотажник» до 1948 года. В 1951—1952 гг. работала в Сиверском лесхозе. 27 марта 1953 года судимость была снята по амнистии, а в 1955 году Екатерина Константиновна была реабилитирована. В 1956 году она вернулась в Ленинград, где работала машинисткой, библиотекарем. Поддерживала отношения с друзьями, с художниками: с О. Н. Гильдебрандт, с В. В. Стерлиговым, с Т. Н. Глебовой и Л. Н. Глебовой[21], написавшими её портреты. Умерла 2 декабря 1987 года, отпевание прошло 5 декабря в Спасо- Преображенском соборе. Похоронена на Серафимовском кладбище. Автор воспоминаний в том числе об О. Э. Мандельштаме, В. Стениче и других[22].
  - Сын — Кирилл Бенедиктович Лившиц (25 декабря 1925 — 18 октября 1942). С 1937 года, после ареста отца, воспитывался в детском доме, затем под опекой семьи А. М. Шадрина. В 1941 году ушёл добровольцем на фронт, поменяв даты в документах. Погиб в Сталинградской битве, похоронен на Мамаевом кургане.

## Адреса в Санкт-Петербурге — Петрограде
- С 1922 по 1924 год — Прачечный переулок, Екатерининский канал, Таврическая улица, 7[23];
- с 1924 года — дом 9 по Моховой улице (у Выгодских);
- до 1937 года — Басков переулок, д. 19, кв 6.